# スタジアム・ロック
スタジアム・ロック（英語: Stadium rock）とは、1970年代以降の大会場を中心とした派手なライブや、強いコマーシャル性を特徴としたロックで、商業主義的なものを意味する用語である。

## 概要
他にアリーナ・ロック（英語: Arena rock）、コーポレイト・ロック、メロディック・ロック（英語: Melodic rock）、ポンプ・ロック（英語: Pomp rock）、ダッド・ロックなどの呼び方も存在する。日本ではコーポレイト・ロックの替わりに、産業ロックというジャンル名が付けられ、長く使用されている。
英語版もオール・ミュージックも、アリーナ・ロックの名称を採用している。1970年代中期に登場し、ハードロックやヘヴィメタルとプログレッシヴ・ロック、ポップ・ロックを融合したバンドやソロ・ミュージシャンが、このジャンルに分類された。
ライブ演奏におけるクオリティを重要視し、どの会場でも大人数を対象にした大音量の演奏を意識したスタイルが特徴である。そのため、グループによっては、どのライブ録音を聞いてもさほど違いがないように感じられるものもある一方、インプロビゼーションを構成に盛り込んでいるグループも多い。

## 著名なミュージシャン
- AC/DC[3]
- エアロスミス Aerosmith[4][5]
- バッド・カンパニー Bad Company[6]
- パット・ベネター Pat Benatar[7]
- ブルー・オイスター・カルト Blue Öyster Cult[8]
- ボン・ジョヴィ Bon Jovi[9][10][11]
- ボストン Boston[12][8]
- チープ・トリック Cheap Trick[13]
- アリス・クーパー Alice Cooper[14]
- ダム・ヤンキース Damn Yankees[15]
- ディープ・パープル　Deep Purple[16]
- ダイアー・ストレイツ Dire Straits[17]
- ドアーズ The Doors[18]
- イーグルス Eagles[19]
- ヨーロッパ Europe[20]
- フー・ファイターズ Foo Fighters[21]
- フォリナー Foreigner[12][8]
- ピーター・フランプトン Peter Frampton[22]
- ゴールデン・イヤリング Golden Earring[23]
- グランド・ファンク・レイルロード Grand Funk Railroad[24]
- デフ・レパード Def Leppard[12]
- ジェネシス Genesis[25]
- ガンズ・アンド・ローゼズ Guns N' Roses[26]
- ハート Heart[8]
- ジェファーソン・スターシップ Jefferson Starship[27]
- ジャーニー Journey[12][8]
- カンサス Kansas[8]
- ザ・キンクス The Kinks[28]
- キッス Kiss[29]
- レッド・ツェッペリン Led Zeppelin[21]
- ラヴァーボーイ Loverboy[12]
- レイナード・スキナード Lynyrd Skynyrd[8]
- ミートローフ Meat Loaf[30]
- テッド・ニュージェント Ted Nugent[31]
- ナイト・レンジャー Night Ranger[32]
- オアシス Oasis[33][34]
- ピンク・フロイド Pink Floyd[21][35]
- ポリス The Police[36][37]
- クイーン Queen[37][38][21]
- REOスピードワゴン REO Speedwagon[12][8]
- ローリング・ストーンズ The Rolling Stones[21]
- ラッシュ Rush[12]
- スコーピオンズ Scorpions[39]
- シンプル・マインズ Simple Minds[17]
- スティーヴ・ミラー・バンド Steve Miller Band[40]
- スティクス Styx[12]
- サバイバー Survivor[41]
- TOTO Toto[42]
- ジェスロ・タル Jethro Tull[43]
- U2 U2[37]
- ヴァン・ヘイレン Van Halen[44]
- ロジャー・ウォーターズ Roger Waters[45]
- ザ・フー The Who[46]
- ZZトップ ZZ Top[47]